# Jückelberg
Jückelberg este o comună din landul Turingia, Germania.